# ويليام لورينزو هوارد
ويليام لورينزو هوارد (بالإنجليزية: W. L. "Jack" Howard)‏ هو شخصية أعمال وسياسي أمريكي، ولد في 23 أبريل 1921 في مقاطعة يونيون في الولايات المتحدة، وتوفي في 11 نوفمبر 1994 في مونرو في الولايات المتحدة. حزبياً، نشط في الحزب الديمقراطي.